# Микрокапсула
Микрокапсула — капсула, состоящая из тонкой оболочки из полимерного или другого материала, шарообразной или неправильной формы, размером от 1 мкм до 2 мм, содержащая твердые или жидкие активные действующие вещества с добавлением или без добавления вспомогательных веществ.
В фармацевтической промышленности микрокапсулы нашли наиболее широкое применение. В процессе микрокапсулирования:
- стабилизируют неустойчивые препараты (витамины, антибиотики, вакцины, сыворотки, ферменты),
- маскируют вкус горьких и тошнотворных лекарственных веществ (касторовое масло, рыбий жир, экстракт алоэ, кофеин, хлорамфеникол, бензедрин),
- превращают жидкости в сыпучие продукты,
- регулируют скорость высвобождения или обеспечивают высвобождение фармацевтических препаратов в нужном участке желудочно-кишечного тракта,
- изолируют несовместимые препараты,
- улучшают сыпучесть,
- создают новые типы продуктов диагностического назначения (капсулированные нестабильные реагенты для анализа крови и мочи, терморегистрирующие плёнки, а также уголь и ионообменные смолы).

Большинство фармацевтических препаратов производят в микрокапсулированном виде с целью увеличения продолжительности терапевтического действия при пероральном введении в организм с одновременным снижением максимального уровня концентрации препарата в организме. Этим способом удается сократить по крайней мере вдвое число приёмов препарата и ликвидировать раздражающее действие на ткани, вызываемое прилипанием таблеток к стенкам желудка.

Микрокапсулированные препараты лучше хранить и удобнее дозировать. Гастролабильные препараты заключают в оболочки, устойчивые в кислых средах и разрушающиеся в слабощелочных и нейтральных средах кишечника.

Важная область применения микрокапсулирования в фармацевтике — совмещение в общей дозировке лекарственных веществ, несовместимых при смешении в свободном виде.